# Abrigo de Santa Elina
O Abrigo de Santa Elina é um sítio arqueológico rochoso, localizado na Serra das Araras, município de Jangada (Mato Grosso), a 82 km de Cuiabá, e considerado o segundo mais antigo do Brasil pela presença de vestígios humanos, indicando ocupações humanas de até 27.000 anos AP.

## História
As escavações foram realizadas entre 1984 e 2004, coordenadas pelo arqueólogo francês Denis Vialou e a arqueóloga brasileira Águeda Vilhena Vialou, do Museu Nacional de História Natural da França. Elas foram realizadas em duas áreas contíguas de 80 m², com profundidade máxima de 3,5 m, a partir da qual foi registrada a extensão total de três unidades estratigráficas.
De acordo com as datações das sequências estratigráficas, este abrigo rochoso foi ocupado pela primeira vez no Pleistoceno há 27.000 anos e, posteriormente, durante o Holoceno, aconteceram ocupações sucessivas, datadas entre 11.000 e 2.000 anos antes do presente.
Devido à sua localização, o Abrigo de Santa Elina funcionou para as populações que o ocuparam como um refúgio natural em meio a cadeia de montanhas.
A descoberta do sítio arqueológico contribuiu para uma mudança de paradigma quanto a cronologia da chegada dos homens nas Américas, uma vez que soma-se a outros vestígios de ocupação humana no continente sul-americano, como o Parque Nacional Serra da Capivara, que remontam a milhares de anos anteriores aos encontrados nas escavações da Cultura Clóvis na América da Norte, que era considerado anteriormente o vestígio mais antigo da presença humana nas Américas.

## Vestígios
Embora não tenham sido encontradas ossadas de Homo sapiens no sítio arqueológico, uma série de vestígios indiretos indicam a presença humana milenar no local.
Foram encontrados abundantes ossos de preguiça-gigante, do gênero Glossotherium, sendo que um deles teve a datação estimada mais antiga, de cerca de 27 mil anos. Duas osteodermas modificadas, provavelmente ornamentos, que sugerem a relação dinâmica entre caçador e animal, inclusive adornos feitos com os ossos das preguiças-gigante.
Os adornos encontrados, feitos também com vestígios vegetais, foram estojos penianos, braçadeiras, diferentes modelos de adornos peitorais, colares e tembetás, ornamentos labiais, contas e pingentes.

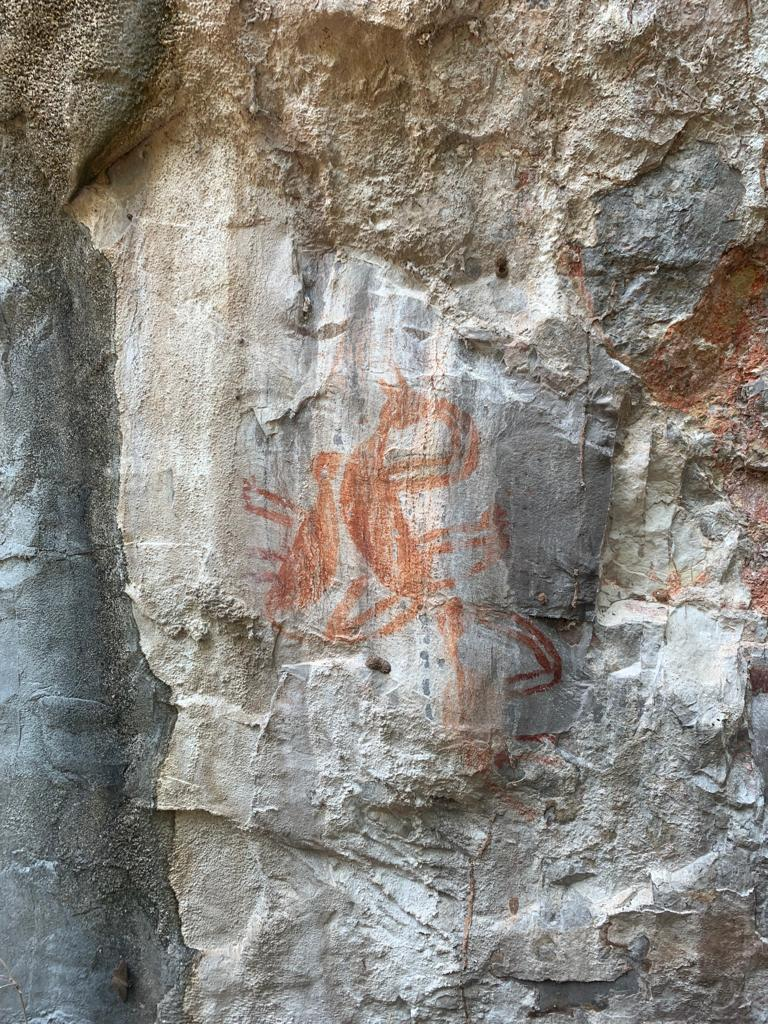
Pintura rupestre em parede rochosa do Abrigo de Santa Elina

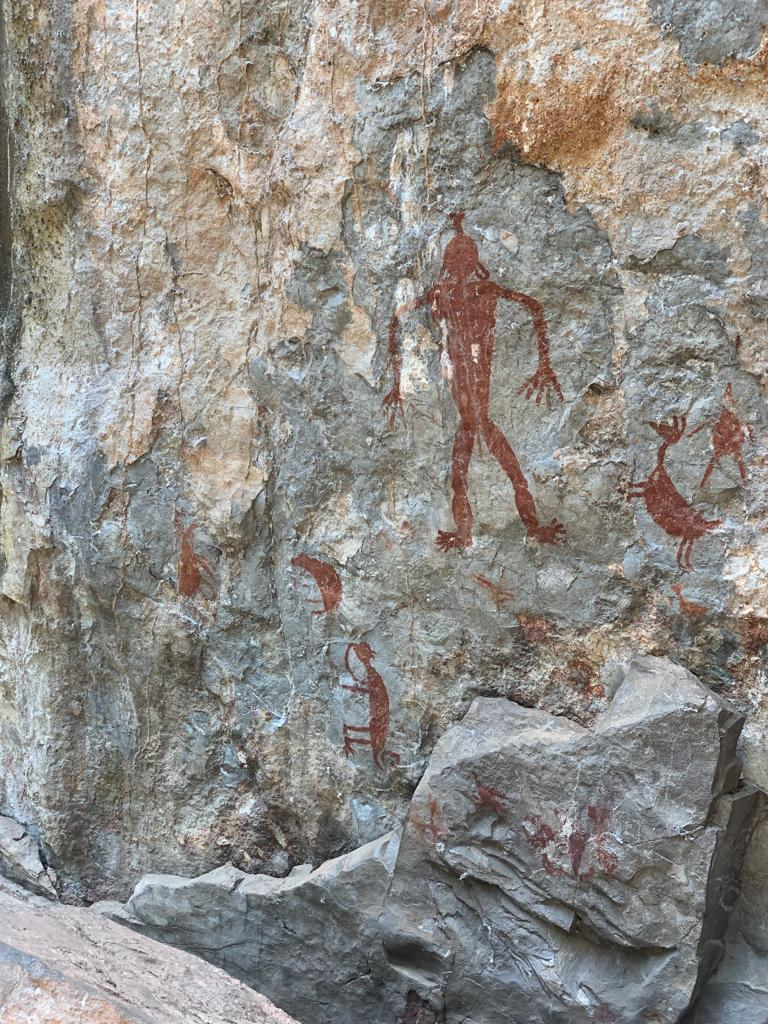
Pintura rupestre em parede rochosa no Abrigo de Santa Elina

As pinturas rupestres e o uso intenso pelos habitantes de pigmentos minerais, principalmente vermelhos, e de vegetais como madeira, fibras e folhas, caracterizam as ocupações posteriores. São cerca de mil pinturas rupestres, que estão em sua maioria localizadas  essencialmente na altura de uma pessoa, desde o solo atual até 2 metros de altura, embora algumas estejam a até 4 metros de altura. Elas são representações que correspondem às mais frequentes no mundo, como as geométricas e abstratas, além de animais e humanos em estilo figurativo. As representações figurativas humanas indicam grupos familiares, cenas de caça, bem como os ornamentos e cortes de cabelo utilizados pelas representações masculinas.
Foram encontrados também artefatos líticos, feitos de calcário local, duros e fáceis de trabalhar, muito presentes em todas as ocupações. Os fragmentos de pedra exibem marcas da manipulação artificial humana com auxílio de ferramentas, como serrilhados, retoques e riscos.
Sedimentos vegetais bem conservados também foram encontrados, especialmente nas ocupações mais recentes, de até 6.000 anos atrás, como carvões, madeiras, macro-restos vegetais, fibras e artefatos de fibras vegetais, identificadas como caules de lianas lenhosas do gênero Aristolochia, conhecidas como papo-de-peru ou milhome, e frequentemente usadas por diferentes sociedades humanas ao redor do mundo como plantas medicinais, repelentes ou amuletos de proteção, de modo que os ocupantes do local possivelmente atribuíam a essa planta alguns desses usos.
Restos de fogueira também foram encontrados e, os provenientes das escavações mais profundas, também foram datados e atingiram os vestígios mais antigos, de cerca de 27 mil anos.
Parte do material obtido no sítio arqueológico foi transportado do local e está guardado no Museu de Arqueologia e Etnologia da Universidade de São Paulo (MAE-USP), contando com 4 mil peças líticas e 200 ossos de preguiças-gigantes.